# Атакьой (станція)
40°58′49″ пн. ш. 28°51′22″ сх. д. / 40.980219297387° пн. ш. 28.856188156606° сх. д.
Атакьой (тур. Ataköy) — залізнична станція розташована на фракійській стороні Босфора, мікрорайон Кисим, Бакиркьой, Стамбул.
Станція, розташована на залізниці Стамбул — Сіркеджі — Пітіон, була побудована в рамках проекту Мармарай і введена в експлуатацію 12 березня 2019 року 

Станція обслуговує приміські поїзди B1 (Халкали - Гебзе & Атакьой - Пендік) оператора TCDD Taşımacılık.
Конструкція — наземна відкрита з однією острівною платформою.

## Пересадка
- Автобуси: 71T, 73Y, MR20, 72YT, 72T
- Маршрутки: 
  - Бакиркьой - Єшилкьой
  - Таксим - Єнібосна

## Визначні місця
- Мечеть Омера Дурука
- Початкова школа Атакьой
- Конференц-зал Таріка Акана
- Публічна бібліотека та навчальний центр імені Яшара Кемаля
- Бюро громадської безпеки Бакиркьой
- Управління податкової інспекції Стамбульський сектор-2 Департамент аудиту
- Національний сад Барутан

## Сервіс
| Попередня станція  | Лінія | Лінія    | Лінія | Наступна станція   |
| ------------------ | ----- | -------- | ----- | ------------------ |
| Єшилюрт до Халкали |       | Мармарай |       | Бакиркьой до Гебзе |